# Rodlach
Ne doit pas être confondu avec Redlach.
Rodlach est un hameau et une ancienne commune du département de la Moselle en région Grand Est. Elle fut rattachée à Bibiche en 1810.

## Toponymie
- Rotlach (1585), Redelach ou Rodelach (1779), Rodlach (1793), Rodlac (1801)[1].
- En francique lorrain: Roudlach.

## Histoire
- Le village a été érigé en 1585. Il était annexe de la paroisse de Bibiche.
- Il faisait partie du district de Sarrelouis en 1793, et a ensuite fait partie de l'arrondissement de Thionville en 1801[1].
- Il a été rattaché à Bibiche le 9 février 1810.

## Démographie
| 1800 | 1806 | 1900 |
| ---- | ---- | ---- |
| 104  | 117  | 100  |

## Lieux et monuments
- Chapelle de la Visitation.